# Райдър Скай
Райдър Скай (на английски: Ryder Skye) е артистичен псевдоним на американската порнографска актриса Ерика Катлийн Уолъс (на английски: Erica Kathleen Wallace).

## Биография
Райдър Скай е родена на 13 октомври 1983 г. в Лос Анджелис, щата Калифорния, САЩ. Тя е от смесен етнически произход, тъй като баща ѝ е японец. Като ученичка се е изявявала в училищния театър, като е изпълнявала обикновено главни роли в представленията. След завършване на средното си образование работи като рецепционист и асистент в различни компании в родния си град, но не е доволна от работата си и става стриптийзьорка в нощен бар. Там се запознава с момиче, което снима голи фотосесии и решава да опита нещо подобно, като се свързва с агенция, набираща еротични модели. От агенцията ѝ уреждат снимки, на които в крайна сметка Райдър заснема порнографско видео – „соло“ сцена с мастурбация.
Райдър Скай започва кариерата си в порно индустрията през 2007 г., на 25-годишна възраст, като в секс сцените си прави мастурбации, орален и вагинален секс, еякулация на партньора в устата и върху лицето ѝ и гълтане на сперма, лесбийски секс, както и групови изпълнения. Не е правила пред камерата анален секс.
В своите секс сцени Райдър Скай си е партнирала с различни порно актьори, сред които Дейзи Мари, Ева Анджелина, Дана ДеАрмонд, Джесика Дрейк, Джулия Ан, Ребека Линарес, Саша Грей, Съни Леони, Тори Блек, Барет Блейд, Брад Армстронг, Евън Стоун, Томи Гън, Марко Бандерас и други.
През 2008 г. Райдър Скай се снима заедно с друга порно актриса – Рокси ДеВил, в американския игрален филм „Сексът и градът“, където двете се появяват голи в сцена с актьора Жил Марини.

## Награди
Носителка на награди
- 2015: XRCO награда за най-добро завръщане.[6]

Номинации
- Номинация за 2009 AVN награда в категорията The Jenna Jameson Crossover звезда на годината.[7]
- 2009: Номинация за AVN награда за най-добра секс сцена с тройка само момичета – заедно със Сами Роудс и Ева Анджелина за изпълнение на сцена във филма „Babes Illustrated 17“.[8]
- 2009: Номинация за AVN награда за най-добра нова звезда.[7]
- 2009: Номинация за XBIZ награда за нова звезда на годината.[9][10]